# Francis Peaks
Francis Peaks är en bergstopp i Antarktis. Den ligger i Östantarktis. Australien gör anspråk på området. Toppen på Francis Peaks är 1 167 meter över havet.
Terrängen runt Francis Peaks är lite kuperad. Trakten är obefolkad. Det finns inga samhällen i närheten. 